# Tricholepidium venosum
Tricholepidium venosum là một loài thực vật có mạch trong họ Polypodiaceae. Loài này được Ching miêu tả khoa học đầu tiên năm 1978.